# Rohrbach Ro II
Die Rohrbach Ro II war ein hochseefähiges Flugboot des deutschen Herstellers Rohrbach Metallflugzeugbau aus den 1920er Jahren, das ursprünglich als Fernaufklärer und Bomber eingesetzt werden sollte. Es wurden jedoch nur ein oder zwei Exemplare hergestellt. Die Auslegung als freitragender Eindecker war zum Zeitpunkt des Erscheinens genauso ungewöhnlich wie die konsequente Ganzmetallbauweise, die auch die Beplankung der Ruder einschloss.

## Geschichte
Bereits mit der nur in Modellform realisierten Ro I verfolgte Rohrbach das Konstruktionsziel, Großflugzeuge als Eindecker in Ganzmetall zu bauen. Die Ro II entwarf er 1923 in seinem Zweigwerk Rohrbach Metal Aeroplan A/S in Kopenhagen, wo bis 1926 wegen der Beschränkungen des Versailler Vertrags für Großflugzeuge seine Konstruktionen gebaut wurden.
Der Erstflug fand am 11. November 1923 mit Werner Landmann am Steuer statt. Die nachfolgenden Probeflüge erbrachten zufriedenstellende Resultate. Am 24. Oktober 1924 stellte Karl Lesch über dem Öresund in der Nähe von Kopenhagen mehrere von der FAI anerkannte Nutzlast- und Geschwindigkeitsrekorde auf, die auch die ersten international anerkannten Rekorde eines deutschen Flugzeugs nach dem Ersten Weltkrieg darstellten. So wurden 1102 Kilometer in 7 Stunden 16 Minuten zurückgelegt, sowie eine Nutzlast von 250 kg über 500 km mit einer Geschwindigkeit von 156,8 km/h und über 1000 km mit 152,2 km/h transportiert.
Die Zusammenarbeit von Rohrbach mit japanischen Fachleuten, die sich in Berlin zum Kennenlernen des Metallflugzeugbaus aufhielten, führte 1925 zur Gründung der Mitsubishi-Rohrbach GmbH und zum Verkauf der Ro II an Japan. Das Yokosuka Marine Arsenal montierte unter Anleitung eines Rohrbach-Mitarbeiters die auf dem Seeweg transportierte Maschine. Diese diente anschließend in Japan als Versuchsflugboot. Die guten Leistungen der Ro II, die in Japan als R-1 (R = Rohrbach) bezeichnet wurde, führten zu einem japanischen Anschlussauftrag für die verbesserte Rohrbach Ro III.

## Konstruktion
Die Ro II war als Schulterdecker mit zwei auf Rohrgestellen über der Tragfläche angeordneten Triebwerken. Die Tragflächen hatten einen rechteckigen Grundriss, waren mehrmals unterteilt und besaßen eine über die Spannweite gleichbleibende Profildicke. Rohrbach legte Wert auf einfaches Beheben von eventuellen Korrosionsschäden durch leichtes Entfernen und Wiedervernieten der Beplankung. Vorder- und Hinterholm bildeten zusammen mit Querverbänden, den Rippen und der Beplankung einen torsions- und biegesteifen Kastenholm. Flügelnase und Endrippen bildeten ebenfalls einzelne Kästen, die mit dem zentralen Kastenholm verschraubt wurden. Diese Kästen waren leicht auszuwechseln und vereinfachten die Ersatzteilhaltung durch eine Einteilung in gleich große Sektionen. Im Bereich des Innenflügels dienten die Endrippenkästen als Kraftstoffbehälter.
Der zweistufige schmale Bootsrumpf war durch mehrere Schotten in wasserdichte Räume unterteilt und war durchgehend in dem Werkstoff Duralumin ausgeführt. Die Besatzung umfasste vier Mann: einen Bordschützen im Bug, Pilot und Bordwart in der verglasten Kanzel und der Funker im Rumpf hinter der Tragfläche. Die Leitwerksflächen hatten ebenfalls eine Rechteckform, wobei das Höhenleitwerk zum Rumpf hin abgestrebt war. Auch die zwei unter den Tragflächen angebrachten Stützschwimmer hatten Abstrebungen zum Rumpf und zur Tragfläche. Zur besseren Handhabung an Land war ein Hilfsfahrwerk mit großen Radscheiben verfügbar.
Der Antrieb der Ro II bestand aus zwei Rolls-Royce Eagle IX-Motoren mit jeweils 360 PS. Diese saßen auf aus Stahlprofilen geschweißten Lagerböcken über der Tragfläche. Durch den geringen Abstand der Motoren ergab sich eine gute Längsstabilität im Einmotorenflug. Die beiden Zweiblatt-Holzpropeller waren durch die hohe Motorenlage gut vor Spritzwasser geschützt. Bei normaler Beladung dauerte der Startvorgang 25 bis 30 Sekunden. Bis zur Seegangsstärke 4 konnte die Ro II starten, landen und manövrieren. Die Ro II verfügte über eine provisorische Hilfsbesegelung mit der nach einer Notwasserung ein Mindestmaß an Manövrierbarkeit gegeben war.

## Technische Daten
| Kenngröße             | Daten                                  |
| --------------------- | -------------------------------------- |
| Besatzung             | 4                                      |
| Länge                 | 16,50 m                                |
| Spannweite            | 27,00 m                                |
| Leermasse             | 3700 kg                                |
| Startmasse            | 5700 kg                                |
| Höchstgeschwindigkeit | 165 km/h                               |
| Landegeschwindigkeit  | 110 km/h                               |
| Dienstgipfelhöhe      | 3000 m                                 |
| Triebwerke            | 2 × Rolls-Royce Eagle IX mit je 360 PS |